# Museo Arqueológico de Kísamos
El Museo Arqueológico de Kísamos es un museo de Grecia ubicado en la localidad de Kísamos, en la isla de Creta.
Su origen fue una colección arqueológica creada en 1936 por la asociación de filología de Kasteli, que desde el año siguiente se expuso en el edificio de la antigua Gobernación veneciana. En el año 2000 se convirtió en museo y, tras un proceso de organización de la exposición, fue inaugurado en 2006.
Este museo contiene una colección de hallazgos procedentes de algunas excavaciones del área de Kísamos, en la parte occidental de Creta, que permiten exponer su historia desde la prehistoria hasta la antigüedad tardía. Entre ellos destacan los de época romana de la antigua ciudad de Kísamos.

## Exposición permanente

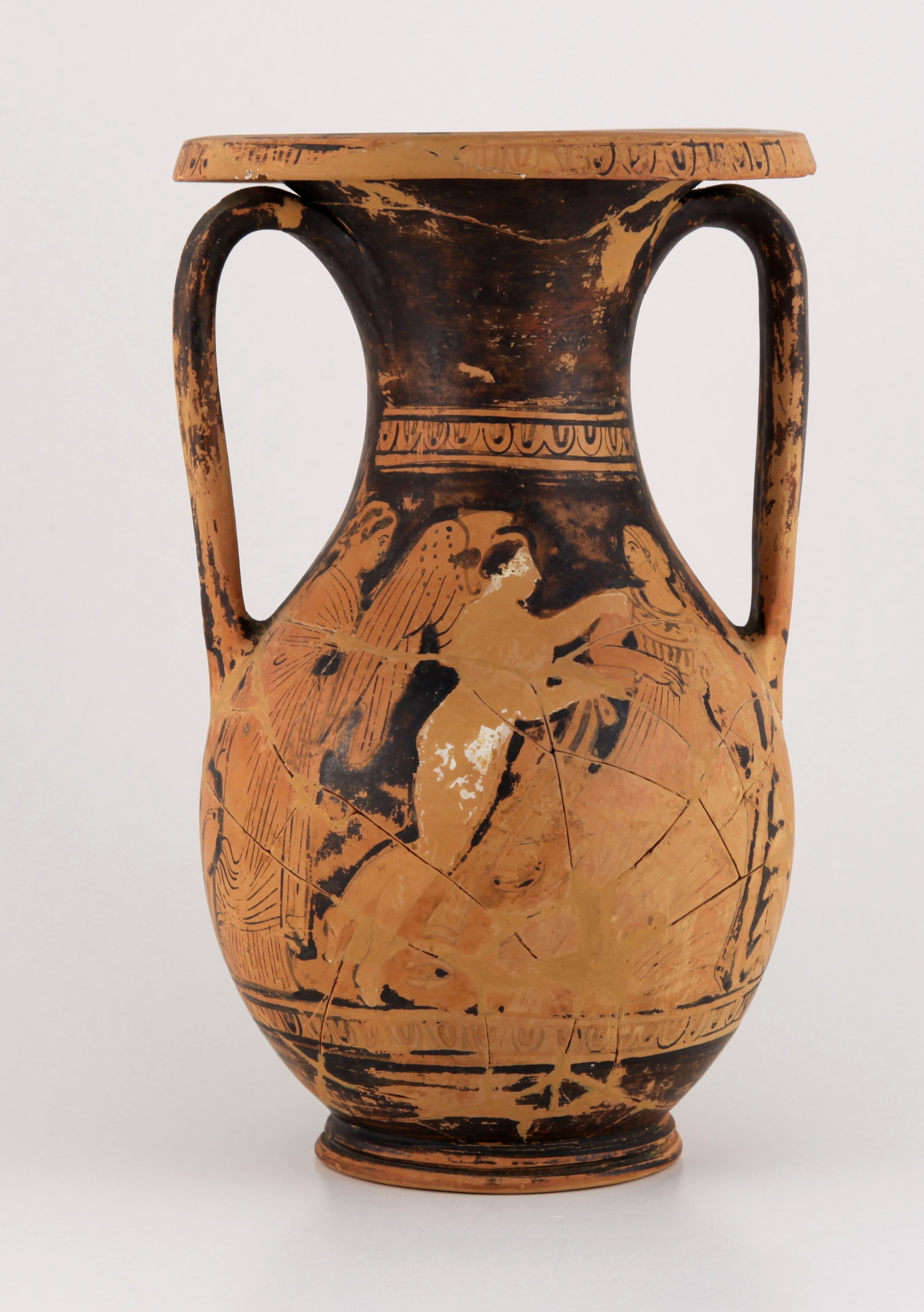
Pélice procedente de Falasarna con escena mitológica.

Al inicio de la exposición, una primera sala presenta un cuadro cronológico y un mapa donde se ubican los yacimientos arqueológicos cuyos objetos se exhiben en el museo.
En la sala 2 se exponen hallazgos del periodo geométrico y el desarrollo histórico de las antiguas ciudades más importantes de la zona: Polirrenia y Falasarna. 
La sala 3 alberga objetos de los periodos helenístico y romano procedentes de toda la región, entre los que destacan objetos de cerámica, inscripciones y esculturas. También se conservan unos baños romanos.    
La planta superior del museo comprende varias salas dedicadas a los hallazgos de la ciudad de Kísamos. En una de ellas se exponen objetos de las grandes villas greco romanas que había en la ciudad, como suelos de mosaico, esculturas y otros objetos. Por otra parte, se exponen aspectos de la economía de la ciudad, como las monedas y las relaciones comerciales. En otra sala se exponen las actividades productivas artesanales y objetos de la vida cotidiana. Hay también una exposición sobre el modo en que afectó a la zona el terremoto que acaeció en el año 365, uno de los más destructivos de la Antigüedad. Por último, se presentan las diversas necrópolis de la ciudad, desde las más antiguos, pertenecientes al siglo IV a. C., hasta las de los tiempos de los primitivos cristianos.